# Meike Wortel
Meike Tessa Wortel (Delft, 23 november 1982) is een Nederlandse bridgespeelster. Ze is World Grand Master, net als haar bridgepartner Marion Michielsen.
Meike Wortel studeerde aan de Vrije Universiteit Amsterdam en haalde in 2007 haar Masters in biologie. Terwijl ze  PhD-onderzoeker bij de afdeling Moleculaire Celfysiologie was, won ze in 2012 de 14th World Bridge Games in Lille

## Schaken
Meike en haar broer Marten Wortel begonnen al jong te schaken. Meike werd in 2001 nationaal jeugdkampioene, waarna ze aan het wereldkampioenschap U21 in Patras mocht deelnemen.  Later stapte ze over op bridge.

## Bridge
In juli 2004 deed Meike in New York mee aan de eerste editie van het WK Junioren. Ze werd derde met een gemiddelde van 56,34.
In 2006 werd zij Europees jeugdkampioen  samen met Marion Michielsen. In 2007 mochten ze het wereldkampioenschap in Shanghai spelen. 
In 2010 won haar team in Philadelphia de McConnell Cup. Zij speelde met Marion Michielsen, haar andere teamgenoten waren Lynn Baker & Karen McCallum uit de Verenigde Staten en Sally Brock & Nicola Smith uit Engeland.
In 2013 wonnen Meike en Marion de Machlin Women's Swiss Team competition. Hun teamgenoten waren Sylvia Moss, Cecilia Rimstedt, Joann Glasson, Laura Dekkers.

### Palmares
(mogelijk onvolledig)
|                                     | Jaar      | Toernooi                              | Info                                                 |
| Nationaal                           | Nationaal | Nationaal                             | Nationaal                                            |
| ----------------------------------- | --------- | ------------------------------------- | ---------------------------------------------------- |
|                                     | 2013-14   | Transfer Race                         |                                                      |
|                                     | 2014-15   | Transfer Race                         |                                                      |
| Wereldkampioenschappen              |           |                                       |                                                      |
| Brons                               | 2013      | Venice Cup                            | op Bali                                              |
| Goud                                | 2014      | McConnell Cup                         | viertallen, China                                    |
| Goud                                | 2014      | Open WK                               |                                                      |
| Zilver                              | 2014      | 14th Redbull World Bridge Series      | gemengde paren, met Jacek Pszczoła (USA)             |
| Europese kampioenschappen           |           |                                       |                                                      |
| Goud                                | 2005      | 20th European Youth Team Championship | in Riccione                                          |
| Goud                                | 2007      | 3rd European Open Championship        | in Antalya                                           |
| Goud                                | 2007      | 21st European Youth Team Championship |                                                      |
| Goud                                | 2013      | 6th European Open Championship        | in Oostende                                          |
| Goud                                | 2014      | European Open Championship            | in Opatija, Kroatië                                  |
| Goud                                | 2015      | European Open Championship            | spelend voor Team Baker (USA), met Marion Michielsen |
| Transnationaal                      |           |                                       |                                                      |
| Goud                                | 2012      | 14th World Bridge Games               | in Lille                                             |
| North American Bridge Championships |           |                                       |                                                      |
| Goud                                | 2012      | Sternberg Women's Board-a-Match Teams |                                                      |
| Goud                                | 2013      | Machlin Women's Swiss Teams           |                                                      |
| Zilver                              | 2008      | Wagar Women's Knockout Teams          |                                                      |
| Zilver                              | 2011      | Sternberg Women's Board-a-Match Teams |                                                      |
| Zilver                              | 2012      | Nail Life Master Open Pairs           |                                                      |
| Zilver                              | 2013      | Wagar Women's Knockout Teams          |                                                      |